# (440) Theodora
(440) Theodora – planetoida z pasa głównego asteroid okrążająca Słońce w ciągu 3 lat i 105 dni w średniej odległości 2,21 j.a. Została odkryta 13 października 1898 roku w Obserwatorium Licka na Górze Hamilton przez Edwina Coddingtona. Nazwa planetoidy pochodzi od Theodory, córki Juliusa Stone, dobroczyńcy. Przed nadaniem nazwy planetoida nosiła oznaczenie tymczasowe (440) 1898 EC.